# Cerritos (Villa La Bolsa)
Cerritos es un barrio de la localidad de Villa La Bolsa. Se ubica al sureste del ejido comunal, al lado sur de la Ruta Provincial 5. Este, como los demás tres barrios (Altos de La Bolsa, Barrio La Bolsa y Barrio El Descanso), forma parte de la localidad siendo uno de los más poblados de los 4 y se caracteriza por ser de carácter residencial el cual es medianamente denso.  También es característico su entorno natural muy presente, el cual es típico del Valle de Paravachasca. este barrio crece aceleradamente gracias al negocio inmobiliario por la venta de lotes. Además, aquí es donde mayormente se realizan las actividades deportivas del pueblo, ya que se encuentra el polideportivo.
Este barrio, junto con Villa El Descanso, Fueron loteados a finales de la década de los 40 en Villa La Bolsa

## Geografía y Demografía
El barrio Cerritos se sitúa al sureste de Villa La Bolsa, que a su vez se encuentra en el centro del departamento Santa María. Sus límites son: al este, con la Sección A del Valle de Anisacate; al oeste, con el loteo David Hogg (barrio Altos de La Bolsa); al norte, con la Ruta Provincial 5; y al sur, con La Quintana. El nombre Cerritos proviene de la geografía local, que se caracteriza por colinas suavemente onduladas, poco pronunciadas y una vegetación densa. Tiene una altitud media de 515 metros sobre el nivel del mar.

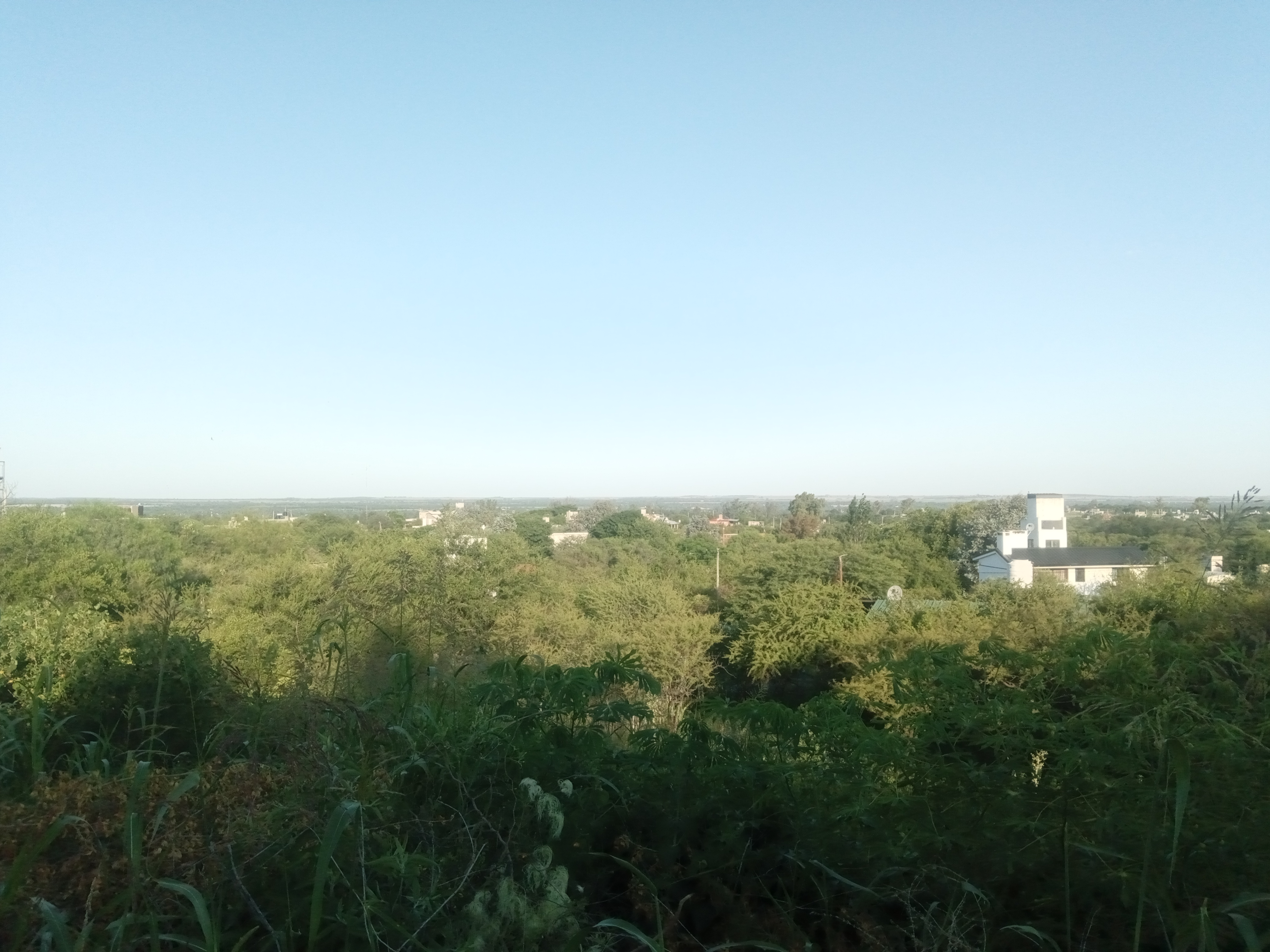
Vista Parcial hacia el este del Barrio Cerritos

En los censos de 2010 y 2022, este barrio, junto con Altos de La Bolsa, se tomó en un mismo radio y se posicionaron como el área más poblada de la localidad.

Junto con el barrio Altos de La Bolsa, cuentan con 773 habitantes (Indec, 2022), lo que representa un incremento del 112,96 % frente a los 363 habitantes (Indec, 2010) del censo anterior, convirtiéndose en el área más poblada.
| Gráfica de evolución demográfica de Cerritos y Altos de La Bolsa entre 2010 y 2022 |
|                                                                                    |
| Fuente: Censos nacionales del INDEC                                                |

## Economía
Debido a la cercanía con el río Anisacate, así como a la realización de la feria artesanal  y eventos culturales en el área la actividad económica del barrio se basa en el turismo. Por lo que este barrio cuenta con varios complejos de cabañas y múltiples casas de alquiler que alojan a turistas cada año y mayormente en la época de temporada que se da en los meses de verano es cuando hay mayor movimiento de turistas en la localidad y el Valle de Paravachasca.

## Infraestructura y transporte

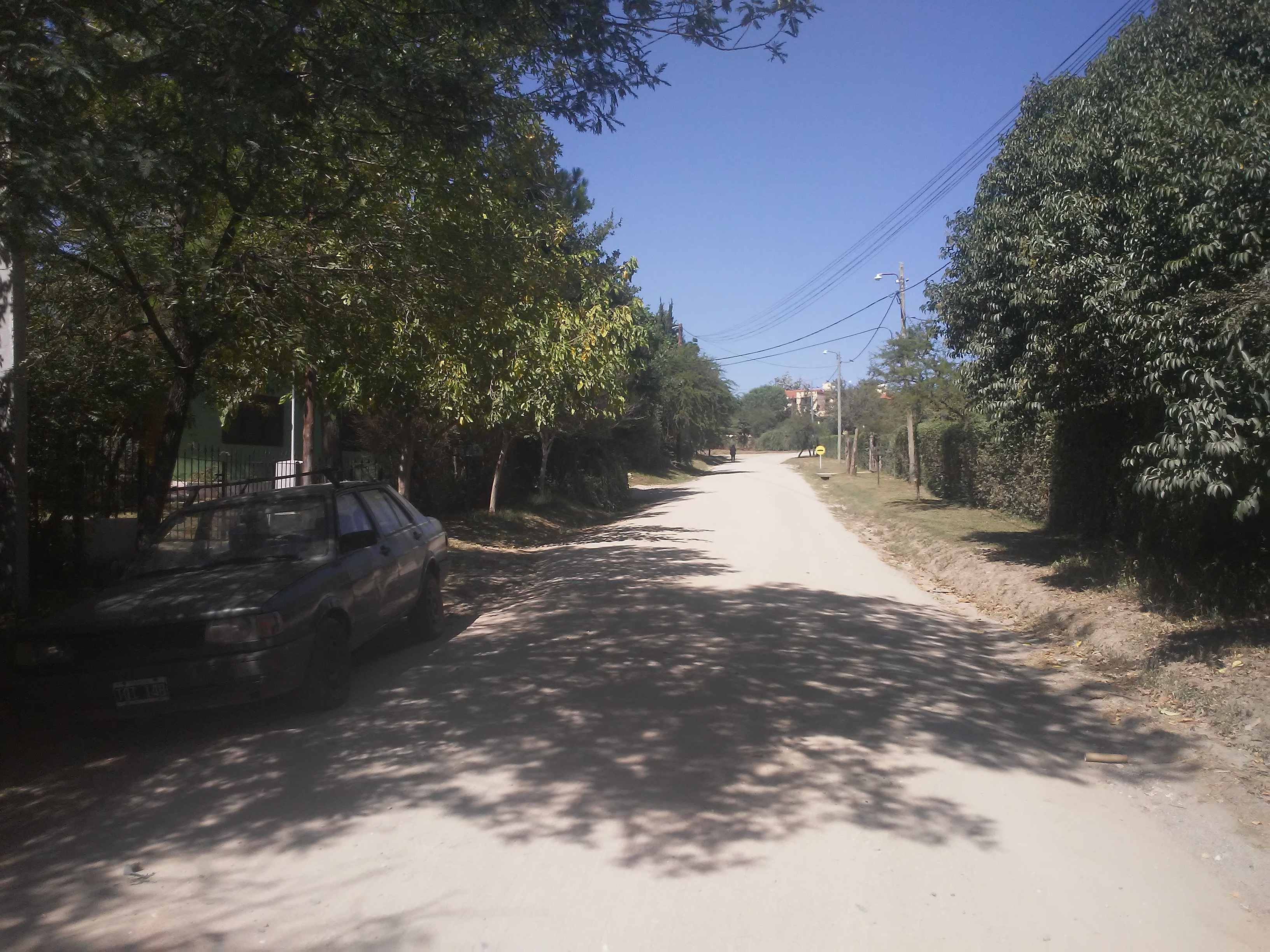
Calle Los Robles, dentro del barrio Cerritos

##### Calles
Exceptuando la Ruta Provincial 5, el total de las calles del barrio están sin pavimentar y son de tierra compactada. El límite de velocidad dentro del barrio es de 20 km/h.

La nomenclatura del barrio se caracteriza por el nombre de las calles, que son flores y plantas, y las alturas van de norte a sur y de oeste a este.

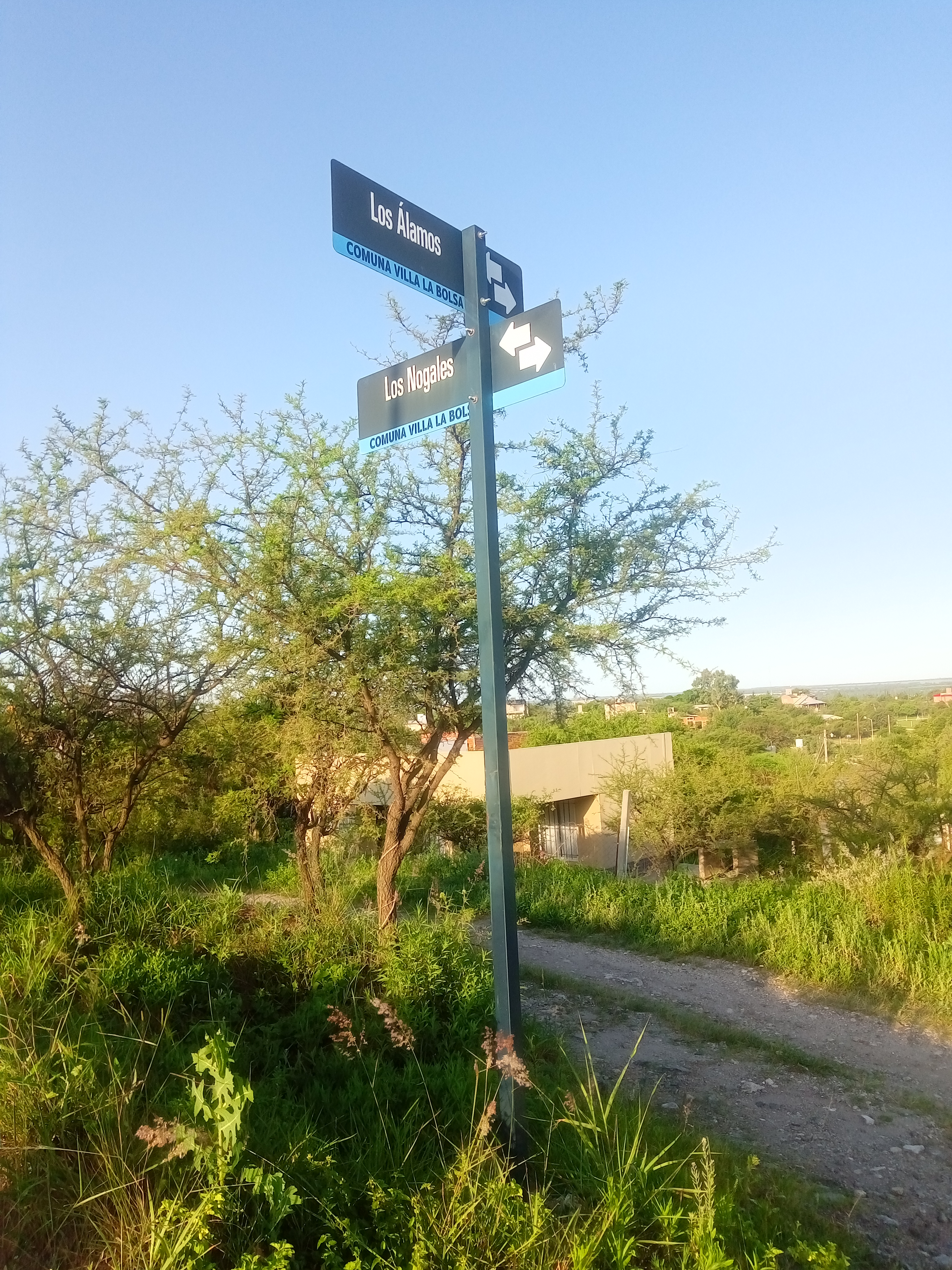
Uno de los carteles nomencladores del Barrio Cerritos

Las calles que van de norte a sur con sus alturas son:
- Los Alceres (0-80)
- Los Cedros (80-140)
- Los Fresnos (20-70)
- Los Nogales (100-140)
- Los Ceibos (0-90)
- Los Tilos (110-140)
- Las Rosas (110-140)
- Las Glicinas (110-130)
- Los Robles (20-110)
- Los Talas (0-50)
- Los Olivos (20-100)
- Los Algarrobos (0-140)

Las calles que van de oeste a este con sus alturas son:
- Las Margaritas (390-400)
- Las Magnolias (380-400)
- Los Girasoles (340-400)
- Alhelies (370-380)
- Flor de Lino (330-400)
- Los Plátanos (330-340)
- Las Begonias (340-400)
- Madreselva (380-400)
- Los Espinillos (380-400
- Flor de Cosmos (320-400)
- Los Eucaliptus (320-330)
- Los Álamos (330-400)

##### Transporte de ómnibus

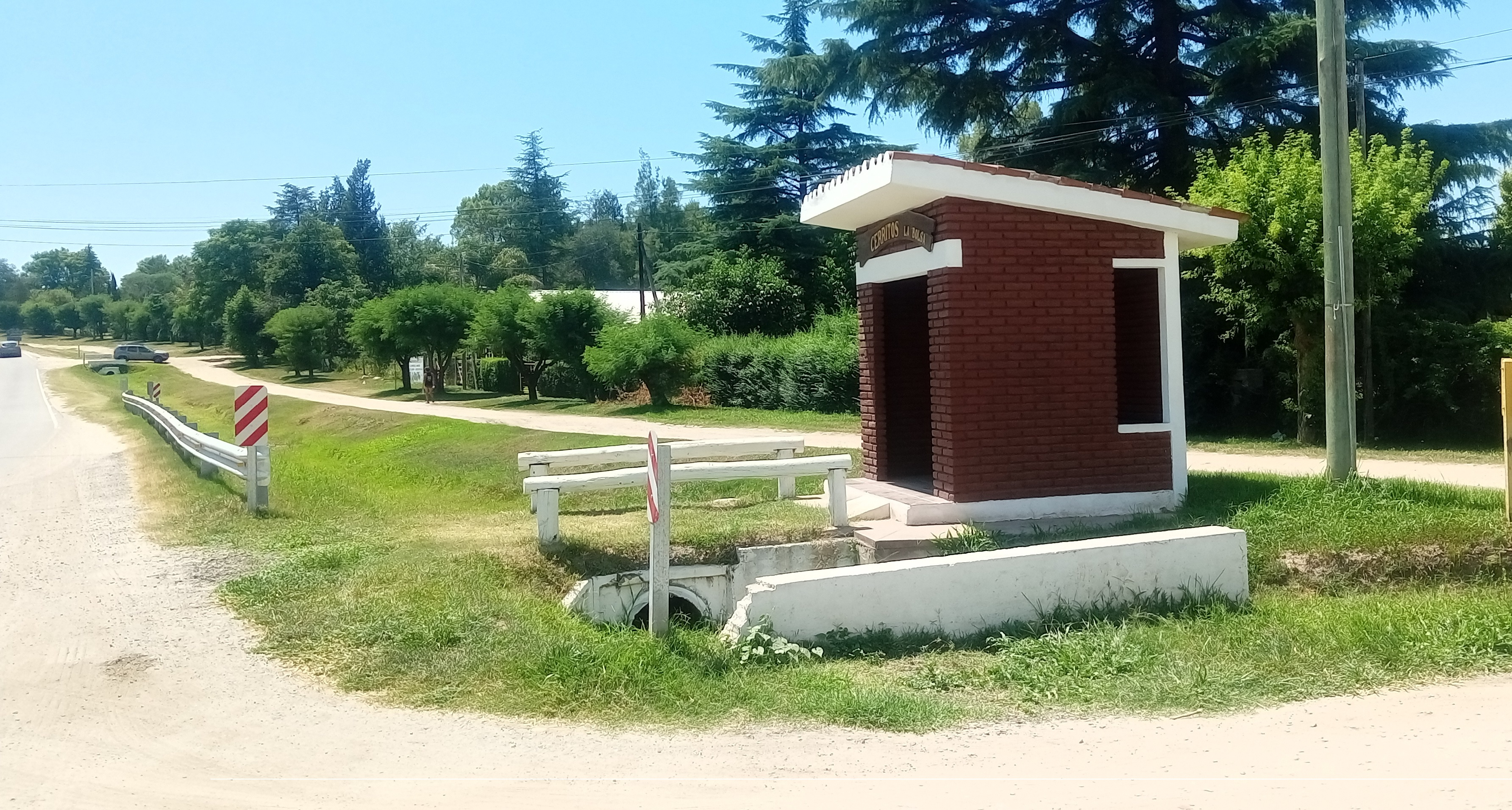
Parada de transporte público en la entrada del barrio

En el barrio sobre la Ruta Provincial 5 hay 2 refugios de transporte público por la frecuencia ómnibus interurbanos. Desde allí, se puede viajar hacia Anisacate, Alta Gracia, Córdoba, Ciudad de América, Potrero de Garay, Santa Rosa y Villa General Belgrano, con las Empresas de los grupos Sierras, Sarmiento, Lumasa.

##### Red de Agua[20]
Al oeste del barrio se encuentra la planta potabilizadora que provee de agua potable a la localidad. Esta pertenece a la Cooperativa de Provisión de Aguas 31 de Marzo Ltda, la cual también se ubica en el barrio.

## Historia
Historia del barrio
La historia del barrio se remonta a documentaciones en registros históricos que datan del siglo XIX. Según el expediente del Departamento Topográfico, Sección de Geodesia, año 1885, de la provincia de Córdoba, en la mensura aprobada N° 66 correspondiente a los herederos de Filemón Garay, se establecieron los límites de las tierras de la pedanía Potrero de Garay, incluyendo lo que hoy es el barrio Cerritos de Anisacate. Este sector era conocido como la Loma de la Cañada de La Grana, colindante con las estancias de Anisacate y Potrero de Garay.
En dicha mensura se menciona que, en 1873, el Sr. Jacinto Godoy adquirió terrenos denominados “Las Minas” y “El Despoblado” a Filemón Garay, incluyendo delimitaciones marcadas por elementos naturales como un tronco de tala agujereado junto al río Anisacate y cercas de piedra o "pircas", algunas de las cuales aún permanecen. Este detalle revela el uso de técnicas tradicionales de delimitación territorial.
Loteos y urbanización
El desarrollo urbano del área comenzó formalmente en el siglo XX. El 7 de junio de 1945, se aprobó el loteo de "La Bolsa", propiedad de la empresa David Hogg y Cía., en una superficie de 27 hectáreas comprendida entre el Camino Nacional (actual Ruta 5) y la calle Domingo Faustino Sarmiento. Este loteo incluyó terrenos en el actual sector de Los Cerritos de Anisacate, con parcelas de entre 1.500 y 2.500 m². Otros sectores del barrio fueron loteados posteriormente por propietarios como Ruiz, De Lorenzo y Marschoff.
En 1947-1948, el sector este de Los Cerritos fue loteado bajo el nombre "Villa Cerritos de Anisacate" por los propietarios Enrique M. Nosti, Armando M. Macagno, Jacques Ettlinger y Arnaldo A. Giorgi. Este loteo abarcaba 387.266 m² destinados a viviendas, además de calles, reservas y plazas, con un total de 531.996 m². Este grupo es reconocido por haber dado al barrio su nombre actual.
Consolidación y servicios
Durante las décadas siguientes, el barrio experimentó una paulatina urbanización. En 1954, se creó el Centro Vecinal de Villa La Bolsa y Anexas, que incluía a Los Cerritos, El Descanso y Villa La Bolsa. En ese tiempo, el sector de Los Cerritos estaba escasamente habitado, aunque ya contaba con algunas familias asentadas.
El 12 de agosto de 1983, mediante el decreto N.º 3582, se estableció el ejido comunal de Villa La Bolsa, incorporando formalmente al barrio Cerritos dentro de la "Zona A" para la prestación de servicios básicos como conservación, limpieza de calles y recolección de residuos. Sin embargo, la infraestructura inicial era limitada, con una única luminaria en todo el sector de Los Cerritos.

## Parques y Recreación
La Plaza de La Amistad se encuentra en el centro del barrio y es la más grande del pueblo. Cuenta con un gran área de césped que sirve para jugar fútbol o, de vez en cuando, se realiza algún evento cultural. A su vez, la plaza tiene pequeñas pircas de formas geométricas donde se encuentran juegos como toboganes y hamacas. La plaza está dividida por la calle Flor de Lino y la parte norte es denominada plazoleta, utilizada para actos comunales.

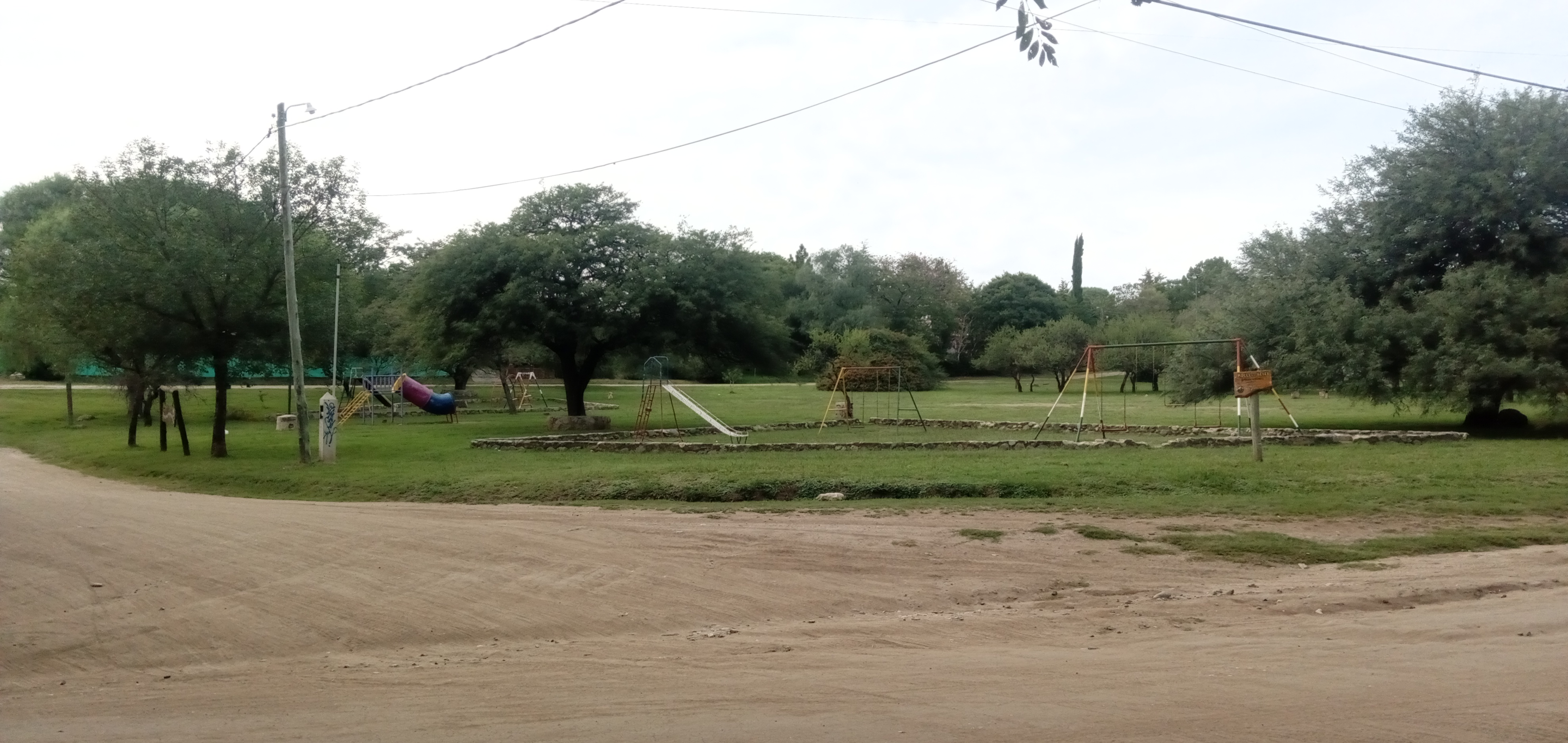
Vista de la Plaza de La Amistad

### Polideportivo
Durante la gestión de Beatriz Scazzola (1993-2003), en 1999 se compraron al señor Macagno los terrenos donde fue construido el polideportivo. Al finalizar su gestión, cuando asumió Aldo López (2003-2007) como presidente comunal, se realizaron mejoras añadiendo luminarias. Durante la gestión de Verónica Diedrich (2019-2023) se añadió al polideportivo un nuevo salón de usos múltiples con pisos sustentables, pista de bicicletas, playón, cartelería, luminaria, muros de contención sustentables y canchas delimitadas.
En el polideportivo se realizan actividades deportivas como fútbol, vóley, balonmano, patinaje, hockey, básquet, boxeo y kick boxing.
Véase también
- Villa La Bolsa